# 鍾曉陽
鍾曉陽（英語：Sharon Chung，1962年12月—），廣東梅縣人，香港作家。

## 生平
生于广州，在香港成长。于香港玛利诺修院学校中学部毕业，并在美国密歇根大学电影系毕业，现定居美国。
十三、四岁开始写作，作品类型包括小说、散文及诗歌，其中以小说创作最为人熟悉。自小受作家张爱玲、琼瑶及古典文学红楼梦的影响，文笔细致典雅、集世俗与严肃于一身”[1]。中学时看到台湾作家朱天心的作品，由于喜欢，写信与朱天心联系，更于1979年寒假独自赴台探访朱天心，结识朱西宁刘慕沙夫妇、朱家姊妹及三三仝人，后把这次赴台游玩记下为散文〈月亮像一根眼睫毛〉。其后投稿台湾《三三集刊》，与朱家姊妹结下深厚友谊。
2000年之前的作品分别刊登于当代文艺、大拇指半月刊、素叶文学、香港时报（以上刊物均已停刊）及台湾三三集刊、自由日報（1987年9月改稱《自由時報》）、联合报等。
自長篇小說《遺恨傳奇》出版後，鍾曉陽停止公開作品，並消失於香港及台灣的文壇。曾參與電影導演王家衞《2046》字幕創作  及擔任電影《鐵三角》(林嶺東導演的一段)的編劇。
經過十年封筆，鍾曉陽於2007年9月開始在香港報章上再度執筆刊載散文作品。
2014年，發表中篇小說新作《哀傷紀》。
2014-2017年，用三年時間將舊作《遺恨傳奇》大幅度重寫，改名《遺恨》，於2018年6月出版。
作品《停車暫借問》於2001年被改編為電影，又名《煙雨紅顏》 （台灣版），導演劉德凱，江平、楊海薇、吳兵編劇，演員張信哲、周迅、邱心志、徐晶。上海電影電視集團及台灣鑫鈺影視有限公司出品。

## 獎項及榮譽
- 1979 大拇指半月刊征文比赛散文《前程》获优异奖及小说《大除夕》获佳作奖
- 1979 小说《病》获第六届青年文学奖初级组优异奖
- 1979 散文《祝福》獲第六屆青年文學獎初級組優異獎
- 1980 獲第七屆青年文學獎新詩及小說組初級組第二名
- 1980 小说《突兀》获“倡廉文艺奖”优异奖
- 1981 散文《明月何皎皎》獲第八屆青年文學獎高級組第一名
- 1981 《販夫風景》獲第八屆香港中文文學獎散文組第一名
- 1981 《停車暫借問》參加第三屆聯合報小說獎
- 填詞作品《最愛》第23屆金馬獎最佳原創電影歌曲入圍

## 著作
小說
- 《停車暫借問》（1982年10月臺灣三三書坊；1983年7月香港當代文藝出版社；1987年香港天地圖書有限公司；1989年7月16日台灣三三書坊出版，遠流出版事業股份有限公司發行【重排】；1998年11月1日台灣元尊出版社；2008年7月香港天地圖書有限公司【修訂版】；2008年10月台灣時報出版社；2011年9月北京新星出版社；2019年6月24日台灣新經典圖文傳播有限公司；2019年9月北京十月文藝出版社）
- 《流年》（1983年7月台灣洪範書店有限公司；1992年香港天地圖書有限公司）
- 《鍾曉陽小説選》（女神出版社，無出版日期，約1984年，實爲盜版書，收小説5篇，4篇完全盜版自台灣洪範書店的《流年》，另一篇則盜版自大拇指版《春在綠蕪中》）
- 《愛妻》（1986年1月香港天地圖書有限公司；1993年2月台灣洪範書店有限公司）
- 《哀歌》（1987年1月台灣三三書坊；1987年香港天地圖書有限公司）
- 《燃燒之後》（1992年香港天地圖書有限公司；1992年7月台灣麥田出版社）
- 《普通的生活》（1992年9月台灣洪範書店有限公司）
- 《遺恨傳奇》（1996年1月香港天地圖書有限公司；1996年10月台灣麥田出版社）
- 《哀傷紀》（2014年7月香港天地圖書有限公司；2014年9月台灣新經典文化）
- 《遺恨》（2018年6月台灣新經典文化，改寫自舊作《遺恨傳奇》）

新诗、散文合集
- 《細說》（第一卷收录新诗16首，第二卷收录散文12篇）（1983年8月台灣三三書坊）
- 《走過》（1984年3月香港女神出版社，盜版書，收散文12篇新詩16首，實為盜版自台灣三三書坊版《細說》，但將文章次序調亂。）

散文、小说合集
- 《春在綠蕪中》（1983年10月香港《大拇指半月刊》，上卷收錄散文12篇、下卷收录小說3篇，附錄〈鍾曉陽作品目錄初編〉）

散文集
- 《春在綠蕪中》（1987年香港天地圖書有限公司；2009年1月香港天地圖書有限公司【修訂版】；2011年1月台灣新經典文化，增加一篇〈祝福〉；2013年1月北京新星出版社，序及後傳均重寫，比前版本豐富。）

詩集
- 《槁木死灰集》（1997年香港三人出版社；1998年6月台灣元尊出版）

與他人合著
- 《雲雀與夜鶯》（2023年新經典文化，小說及散文合集，與鍾玲玲合著）

## 音樂影視活動
編劇
- 《小說家族：翠袖》（上、下集）（1987年，香港電台）
- 《寫意空間：憶良人》（2000年，香港電台）
- 電影《鐵三角》（2007年）

歌曲填詞
- 最愛 （页面存档备份，存于）（李宗盛作曲，張艾嘉主唱）(2013年更正:原唱乃潘越雲小姐)，1986年香港電影《最愛》插曲
- 是這樣的（E Lecuona/J Cacavas作曲，梅艷芳主唱），電影阿飛正傳主題曲
- 心裏的天堂  （姚蘇蓉主唱）
- 事情本来就是这样（黄韻玲主唱）
- 咖啡杯里的風光（黃耀明主唱）

電影文案
- 電影《阿飛正傳》中文字幕（1990年）
- 電影《花樣年華》故事大綱、中文字幕（2000年）
- 電影《2046》中文字幕（2004年）
- 電影《藍莓之夜》中文字幕、宣傳撰稿（2007年）

## 創作年表
- 1962年12月	生於廣州
- 1963年	移居香港
- 約1973年	創作第一首詩 (七言絕句)
- 1978年12月	到台灣探訪朱天心
- 1979年 大拇指半月刊徵文比賽散文《前程》獲優異獎及小說《大除夕》獲佳作獎
- 1979年	小說《病》獲第六屆青年文學獎初級組優異獎
- 1980年 小說《突兀》獲「倡廉文藝獎」優異獎
- 1981年5月 香港大拇指半月刊刊出「鍾曉陽作品小輯」，包括新詩、散文及小說《妾住長城外》（《停車暫借問》第一部），才華驚動香港文壇，引起廣泛討論。
- 1981年	《明月何皎皎》第八屆青年文學獎高級組第一名
- 1981年	《販夫風景》第二屆香港中文文學獎散文組第一名
- 1981年	《停車暫借問》參加聯合報小說獎（未獲獎）
- 1980年	完成短篇小說《荔枝熟》
- 1981年	美國密西根大學電影系
- 1981年	完成短篇小說《翠袖》
- 1982年	完成中篇小說《流年》
- 1983年	完成中篇小說《二段琴》
- 1983年	完成散文《里衖之歌》
- 1984年	完成散文《大熱天》
- 1984年12月	完成短篇小說《柔情》
- 1985年3月	完成中篇小說《愛妻》
- 1985年10月	完成短篇小說《盧家少婦》
- 1985年11月	完成短篇小說《良宵》
- 1986年3月	完成短篇小說《離合》
- 1986年4月	完成短篇小說《喚真真》
- 1986年4月	完成短篇小說《憶良人》
- 1986年7月	完成中篇小說《哀歌》
- 1987年	愛荷華寫作計劃
- 1989年	構思《失樂園》劇本
- 1992年	中, 短篇小說集《燃燒之後》出版
- 1992年	亞洲太平洋作家獎金, 移居澳洲
- 1996年	長篇小說《遺恨傳奇》出版
- 1997年10月	詩集《槁木死灰集》出版
- 2007年	擔任電影《鐵三角》(林嶺東一段)編劇
- 2007年9月	於明報再度執筆

## 外部鏈接
- 鍾曉陽在香港影庫上的簡介
- 鍾曉陽在互联网电影资料库（IMDb）上的資料（英文）